# Татарский Саскуль
Тата́рский Саску́ль (баш. Татар Һаҫыҡкүле) — деревня в Гафурийском районе Башкортостана, входит в состав Белоозерского сельсовета.

## История
Основана на вотчинных землях башкир Миркит-Минской волости Стерлитамакского уезда ясачными татарами, перешедшими впоследствии в сословие тептярей (с 1783 г. известна как Сасык-Куль), по другим данным, по договору 1757 г. о припуске на вотчинных землях башкир Бишаул- и Дуван-Табынской волостей Ногайской дороги.
В «Списке населенных мест по сведениям 1870 года», изданном в 1877 году, населённый пункт упомянут как деревня Татарский Сасыкуль 2-го стана Стерлитамакского уезда Уфимской губернии. Располагалась при озере Тапчикуле, по левую сторону реки Белой, в 40 верстах от уездного города Стерлитамака и в 8 верстах от становой квартиры в селе Табынское. В деревне, в 28 дворах жили 150 человек (77 мужчин и 73 женщины, тептяри). Жители занимались земледелием, скотоводством, пчеловодством.
В 1906 году были мечеть, водяная мельница.

## Население
| 2002 | 2009 | 2010 |
| ---- | ---- | ---- |
| 222  | ↗245 | ↘194 |

Согласно переписи 2002 года, преобладающие национальности — татары (61 %), башкиры (38 %).

## Географическое положение
Расстояние до:
- районного центра (Красноусольский): 28 км,
- центра сельсовета (Белое Озеро): 7 км,
- ближайшей ж/д станции (Белое Озеро): 7 км.

## Сельское хозяйство
На территории близ деревень Воиновка, Татарский Саскуль и Луговой действовало муниципальное сельскохозяйственное унитарное предприятие СОВХОЗ "ЗАБЕЛЬСКИЙ", с 18 марта 2005 года прекратила свою  деятельность в связи с его ликвидацией на основании определения арбитражного суда о завершении конкурсного производства (банкротства).
На 01 января 2025 года действующих сельскохозяйственных объединений, фермерских хозяйств отсутствует.
Земельные участки ликвидированного СОВХОЗА "ЗАБЕЛЬСКИЙ" частично используются по назначению частными фермерскими хозяйствами соседних сельских поселений.
Также сокращается поголовье КРС и МРС, пчелосемей в ЛПХ, являвшиеся основным видом производства для них, в связи с тем,что жители выбирают трудоустройство за пределами деревни, где уровень зарплаты приемлем, и значительного оттока молодых семей в городскую среду.